# Ferdinando Quaglia
Ferdinando Quaglia (en français, Paul Ferdinand Louis Quaglia), né en 1780 à Plaisance et mort le 3 février 1853 à Paris, est un peintre, miniaturiste et lithographe italien.

## Biographie

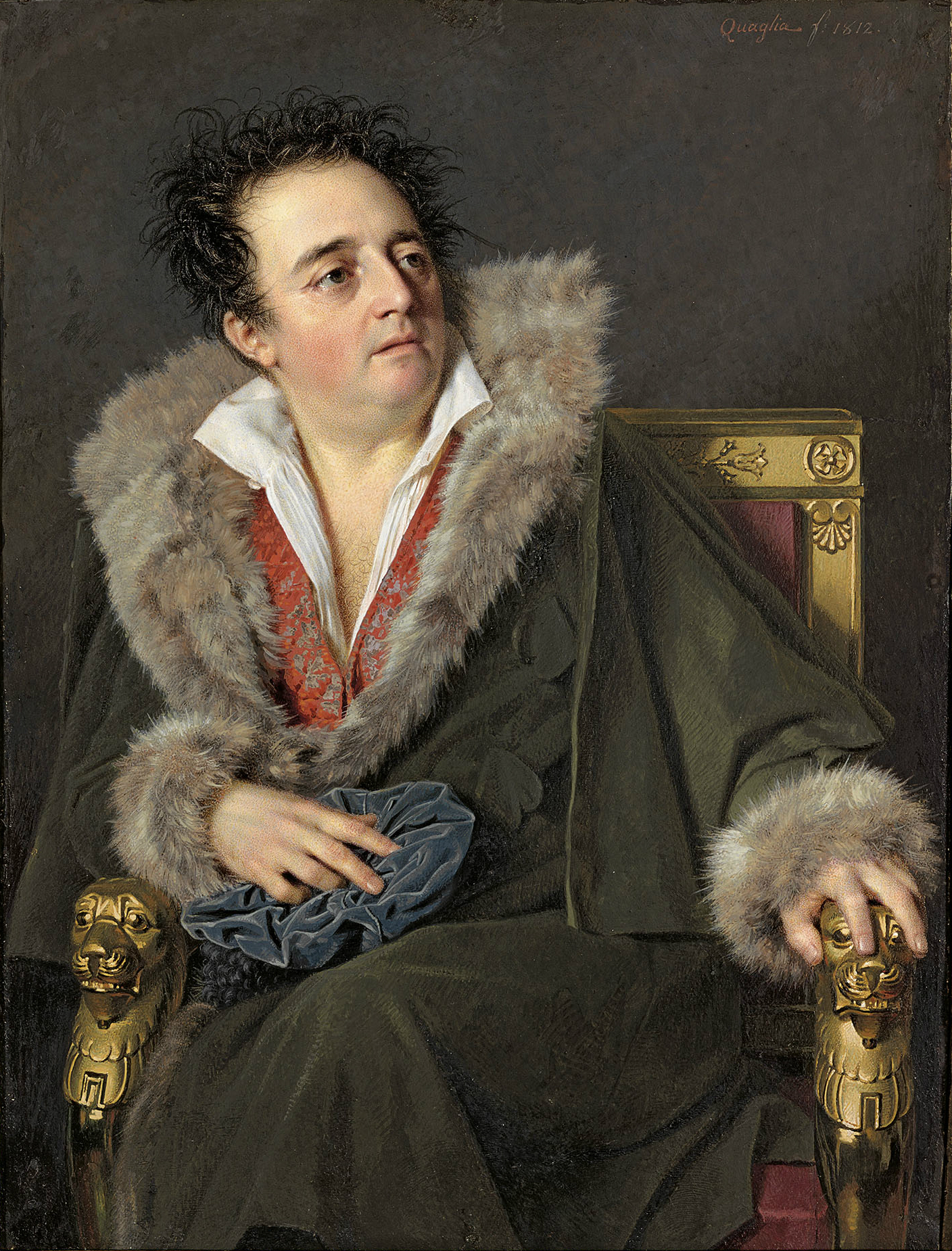
Portrait d'Ignazio Degotti, peintre-décorateur à l'Opéra de Paris, 1812, par Quaglia.

Selon le Bénézit, Ferdinando Quaglia est né le 13 décembre 1780 à Plaisance, mais le livre Les miniatures donne la date du 12 octobre 1780. Son père est Giulio-Cesare Quaglia, et sa mère est Marianna Rouachin.
On a peu de détails sur ce remarquable artiste que le Bryan's dictionary fait à tort naître en Espagne et lui donne le prénom de Fernando. 
On ne trouve pas seulement dans ses ouvrages le fini de l'exécution, ses miniatures ont une force d'expression rappelant Goya. Il s'installe à Paris en 1805 et est protégé par l'impératrice Joséphine, qui l'attache à sa maison. Il en fait en 1814 un portrait conservé à Londres à la Wallace Collection,. Il expose au Salon en 1808, 1812 et 1814, et il en est médaillé en 1817, 1822 et 1824. À cette dernière exposition il figure avec une vue de ville : Canal de Bruges avec la maison de ville et la grande tour de la halle. On cite parmi ses principaux portraits : Le maréchal Junot; l'archiduc grand duc de Wurzbourg; le duc d'Abrantes; le duc et la duchesse de Berry, portrait de la reine de Suède et de Norvège. On voit aussi de lui au musée de Stockholm un portrait de femme.
Il meurt le 3 février 1853 à Paris.  Il est inhumé au cimetière de Montmartre, 9e division
Son ouvrage de dessins des plus célèbres monuments funéraires parisiens est publié après sa mort : Les cimetières parisiens ou Recueil des plus remarquables monuments funèbres avec leur description, Plus de 200 monuments gravés par Collette (Paris, Librairie d’architecture A. Levy, 1854, 24 planches).